# オウテス

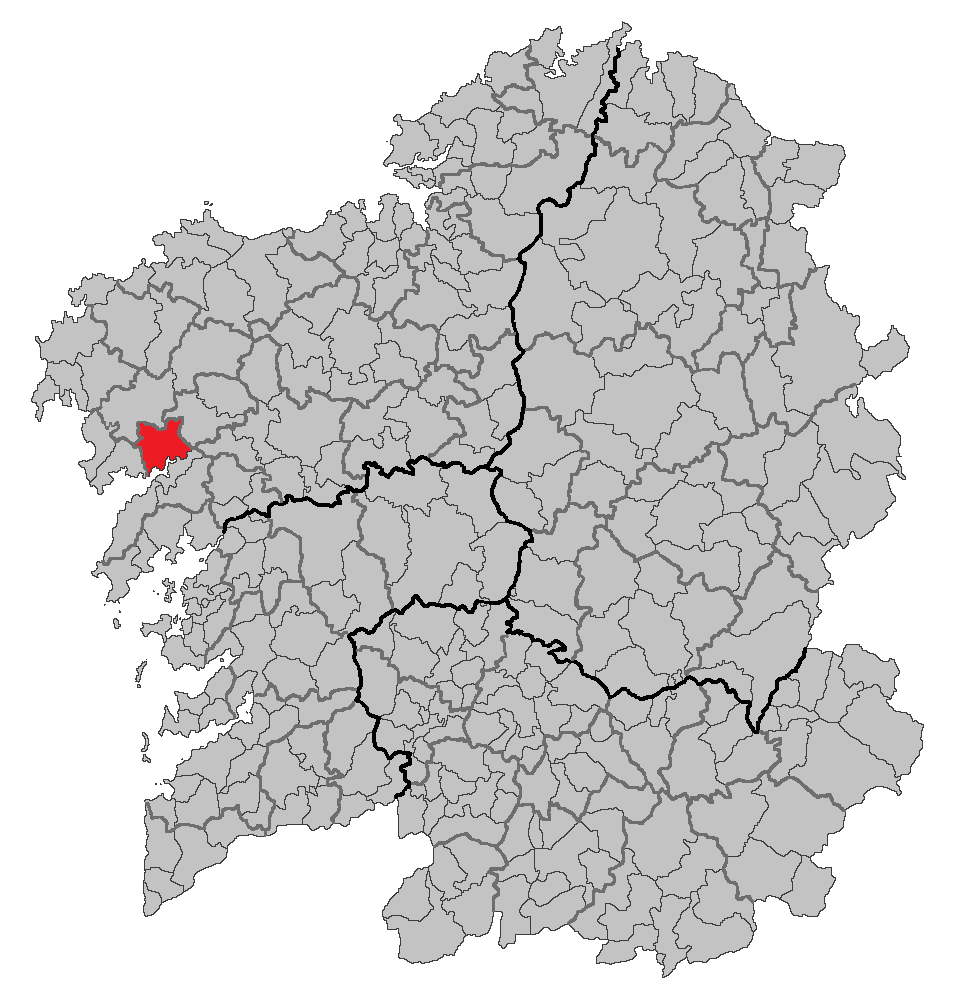
ガリシア州内の位置

オウテス（Outes）は、スペイン、ガリシア州、ア・コルーニャ県の自治体。コマルカ・デ・ノイアに属する。ガリシア統計局によると、2012年の人口は7,192人（2010年：7,313人、2008年：7,547人、2006年:7,751人、2005年:7,889人、2004年:8,050人、2003年:8,243人）。住民呼称は男女同形で、outiense。
ガリシア語話者の自治体人口に占める割合は99.79%（2001年）。 

## 地理
オウテスは面積99.74km²で、11の教区に分けられる。北は、マサリコスとネグレイラと、東はノイアと、西はムーロスの各自治体と、そして南はリア・デ・ムーロス・エ・ノイアにそそぐタンブレ川と境界をなす。自治体の中心はア・セラ・デ・オウテス。
オウテスはムーロス司法管轄区に属す。
自治体内には標高500mの峰が5つあり、トレムーソ山がそれらのうちで最も高い。気候は大西洋に面しているため、オウテスは湿潤な海洋性気候である。降水量は11月から3月にかけて最も多く、夏季にはアゾーレス高気圧の影響で、高温少雨となる。

### 人口
居住人口が最も多かったのは20世紀半ば、1950年のことで11,303人を数えた。その後、10年に7％の割合で減少し、1970年時点で人口9,968人で、現象の要因は大部分が他のヨーロッパ諸国、ついで米国、カナリア諸島への移民であった。 現在も人口は毎年減り続けている。
住民は10の教区の153の地区（集落）に居住する。
| オウテスの人口推移 1900－2010                           |
|                                                         |
| 出典:INE（スペイン国立統計局）1900年 - 1991年、1996年 - |

## 歴史
今日のオウテスの領域に人が住み始めたのは、かなり早い時期からで、ドルメンなどの巨石記念物やペトログリフ、そしてカストロがその証拠となっている。ローマ帝国の支配ののちスエビ族が侵入、そして8世紀にはイスラム教徒が短期間の間、クレバ島とロウロ山に居を構えた。

## 経済
オウテスの経済における主要な産業は、漁労、牧畜、農業などの第一次産業で、かなり初期の段階から多くの人々が農牧業に携わっている。牧畜については、現在、肉と牛乳生産のための牛の飼育が最も重要で、ついでウサギと羊となっている. 漁業に関してはフレイショとサン・コスメ両教区が中心となっている。
製造業については、造船、製材、コンクリート、建築の分野での工業生産がある。

## 政治
自治体首長はガリシア国民党（PPdeG）のカルロス・エンリケ・ロペス・クレスポ（Carlos Enrique López Crespo）。自治体評議員はガリシア国民党：9、ガリシア民族主義ブロック（BNG）：3、ガリシア社会党（PSdeG-PSOE）：1となっている（2011年5月22日自治体選挙結果、得票順）。  
| 1999年6月13日自治体選挙 |        |        |          |
| 政党                    | 得票数 | 得票率 | 獲得議席 |
| PPdeG                   | 3,364  | 65.30% | 9        |
| BNG                     | 738    | 14.32% | 2        |
| PSdeG-PSOE              | 712    | 13.82% | 2        |
| IO                      | 276    | 5.36%  | 0        |

首長当選者：カルロス・エンリケ・ロペス・クレスポ（PPdeG）
| 2003年5月25日自治体選挙 |        |        |          |
| 政党                    | 得票数 | 得票率 | 獲得議席 |
| PPdeG                   | 3,424  | 67.38% | 9        |
| PSdeG-PSOE              | 882    | 17.36% | 2        |
| BNG                     | 706    | 13.89% | 2        |

首長当選者：カルロス・エンリケ・ロペス・クレスポ（PPdeG）
| 2007年5月27日自治体選挙 |        |        |          |
| 政党                    | 得票数 | 得票率 | 獲得議席 |
| PPdeG                   | 3,171  | 63.93% | 9        |
| PSdeG-PSOE              | 861    | 17.36% | 2        |
| BNG                     | 843    | 17.00% | 2        |

首長当選者：カルロス・エンリケ・ロペス・クレスポ（PPdeG）
| 2011年5月22日の自治体選挙 |        |        |          |
| 政党                      | 得票数 | 得票率 | 獲得議席 |
| PPdeG                     | 2,890  | 65.94% | 9        |
| BNG                       | 907    | 20.69% | 3        |
| PSdeG-PSOE                | 521    | 11.89% | 1        |

首長当選者：カルロス・エンリケ・ロペス・クレスポ（PPdeG）

## 教区
オウテスは10の教区に分けられている。
- カンド（サン・ティルソ）
- エンティンス（サンタ・マリーア）
- オ・フレイショ・デ・サバールデス（サン・ショアン）
- マタスエイロ（サン・ロウレンソ）
- オウテス（サン・ペドロ）
- ロオ（サン・ショアン）
- サン・コスメ・デ・オウテイロ（サン・コスメ）
- サント・オウレンテ・デ・エンティンス（サント・オウレンテ）
- タラス（サン・シアン）
- バルダーレス（サン・ミゲル）